# 柏崎市立第一中学校
柏崎市立第一中学校（かしわざきしりつだいいちちゅうがっこう）は、新潟県柏崎市学校町にある公立中学校である。

## 概況
柏崎市立第一中学校は、柏崎市の中心部に位置する、1947年の学制改革により開校した公立中学校である。2021年度現在生徒数167人の小規模校であるが、開校間もない頃に作られた第二応援歌には、「若草もえて血はおどる　わが一千の若人が」という詩があり、かつては生徒数1000人以上の大規模校であった事がうかがえる。
学校周辺には新潟県立柏崎高等学校、新潟県立柏崎工業高等学校、柏崎市陸上競技場、新潟県立柏崎アクアパーク、ソフィアセンター（市立図書館）等があり、とても恵まれた教育環境である。
当校柔剣道場棟１階部分に中央地区第2学校給食共同調理場、北校舎２階部分に柏崎刈羽地区科学技術教育センターが入居している。
学区は開校時からほとんど変化が見られないが、2030年に予定されている松浜中学校との統合が実現した場合、創立83年目にして学区が大きく変わることとなる。

## 教育目標
「新しい時代を創造する 心豊かな たくましい生徒」

## 沿革
- 1947年（昭和22年）5月16日　柏崎市立第一中学校・第二中学校・第三中学校合同開校式（於柏崎市立柏崎小学校）
- 1951年（昭和26年）4月　第一棟（第二校舎）完成
- 1952年（昭和27年）
  - 4月　第二棟（第三校舎）完成
  - 12月7日　創立5周年記念 校章・校歌（中村葉月・作詞　團伊玖磨・作曲）・校旗制定
- 1953年（昭和28年）1月　第三棟（第四校舎）完成
- 1958年（昭和33年）9月　講堂落成
- 1961年（昭和36年）6月　鉄筋校舎（第一校舎）完成
- 1989年（平成元年）9月28日　旧校舎の一部（第二校舎）が不審火により焼失（午前3時半頃）[1]
- 1993年（平成5年）
  - 3月　現校舎竣工・校舎移転作業
  - 4月　平成5年度入学生から、新制服（ブレザータイプ）を着用
- 2001年（平成13年）　校内LAN工事完了
- 2009年（平成21年）　工業高校側プール跡地菜園化工事完了
- 2017年（平成29年）　創立70周年記念式典挙行
- 2019年（令和元年）　普通教室エアコン設置工事完了
- 2030年（令和12年）　柏崎市立松浜中学校と統合予定[2]

## 学区
柏崎市立柏崎小学校と同じ、以下の地域が学区である。
- 西本町一丁目
- 西本町二丁目
- 西本町三丁目
- 東湊町
- 西港町
- 新橋
- 学校町
- 駅前一丁目
- 駅前二丁目
- 日石町
- 鏡町
- 東本町一丁目
- 東本町二丁目
- 東本町三丁目（本町8丁目町内会の区域、諏訪町1丁目町内会の区域）
- 錦町（2番、3番、6番、7番、10番の区域を除く）
- 小倉町（諏訪町1丁目町内会の区域）
- 諏訪町
- 中央町
- 栄町
- 新花町
- 北園町
- 桜木町
- 大和町（桜木町町内会の区域、諏訪町3丁目町内会の区域）
- 安政町
- 春日一丁目（桜木町町内会の区域）

近年では部活動の関係で、これら以外の地域から通学する生徒も見受けられる。

## 著名な出身者
- カンケ（ミュージシャン）
- 富澤慎（セーリング選手）
- 近藤優（競泳バタフライ元日本代表選手）
- 大矢政徳（明治大学国際日本学部教授）

## アクセス
JR柏崎駅から徒歩約20分